# Guillaume-Frédéric de Brandebourg-Ansbach
Guillaume-Frédéric (8 janvier 1686, Ansbach – 7 janvier 1723, Unterreichenbach) est margrave de Brandebourg-Ansbach de 1703 à sa mort.

## Biographie
Il est le troisième fils du margrave Jean-Frédéric, et le seul par sa deuxième femme Éléonore-Erdmuthe de Saxe-Eisenach. Il succède à son demi-frère aîné, Georges-Frédéric, mort au combat lors de la guerre de Succession d'Espagne sans laisser d'enfants. Comme il est encore mineur, un gouvernement est désigné pour assurer la régence en son nom.
En 1710, il fonde la manufacture de porcelaine d'Ansbach-Bruckberg.

## Mariage et descendance
En 1709, Guillaume-Frédéric épouse Christiane-Charlotte de Wurtemberg-Winnental (1694-1729), fille du duc Frédéric-Charles de Wurtemberg-Winnental. Trois enfants sont nés de cette union :
- Charles-Guillaume-Frédéric (1712-1757) ;
- Éléonore (1713-1714) ;
- Frédéric-Charles (1715-1716).

Sa maîtresse, Caroline von Reystendorf lui donna également deux enfants:
- Frédéric Guillaume von Reystendorf (1718-1742), baron von Reystendorf.
- Frédéric Charles (1718-1719).